# 二十・十二・十二面体
二十・十二・十二面体（にじゅう・じゅうに・じゅうにめんたい、Icosidodecadodecahedron）とは、一様多面体の一種である。斜方十二・十二面体の正方形を削った図形である。

## 性質
- 構成面: 正五角形12枚、正5/2角形12枚、正六角形20枚、計44枚
- 辺: 120
- 頂点: 60
- 頂点形状: 5, 6, 5/3, 6
- ワイソフ記号: 5/3 5 | 3
- 枠: 切頂二十面体の正六角形を、隣り合う辺の長さが{\displaystyle 1:{\frac {{\sqrt {5}}-1}{2}}}の六角形に変更したもの。
- 双対: Medial icosacronic hexecontahedron

## 同じ枠を持つ立体
- 斜方十二・十二面体
- 二十・十二・十二面体
- 斜方二十面体
- 10個のアルキメデスの三角柱による複合多面体
- 20個のアルキメデスの三角柱による複合多面体